# Myxobolus hani
Myxobolus hani is een microscopische parasiet uit de familie Myxobolidae. Myxobolus hani werd in 1999 beschreven door Faye, Kpatcha, Diebakate, Fall & Toguebaye. 